# Чикаго Файър
„Чикаго Файър“ е футболен клуб от Чикаго, Илинойс, САЩ.
Основан на 8 октомври 1997 г. Името на отбора е дадено в чест на големия пожар от 1871 г., който изпепелява почти до основи Чикаго. Екипите на тима са заимствани от предшественика му в ерата NASL „Чикаго Стинг“.
Единствената спечелена титла е през 1998 г. след победа над „Ди Си Юнайтед“ с 2:0, а през 2000 г. с Христо Стоичков в състава си губят от „Канзас Сити Уизардс“ с 0:1. 4-кратен носител на купата на САЩ: 1998, 2000, 2003, 2006 г. Победител в MLS Supporters' Shield (1): 2003. Победител в Купа MLS (1): 1998.

## Български футболисти
- Христо Стоичков: 2000/02 - (51 мача - 17 гола)
- Стефан Димтров: 2009/10 - (12 мача - 0 гола)
- Станислав Иванов: 2021/22 - (26 мача - 1 гол)